# Willy Andreas
Willy Andreas (Karlsruhe, 1884. október 30. – Konstanz, 1967. július 10.) német történész.

## Élete
Apja Ludwig Andreas kereskedő, anyja Elise Schnepf volt. A Grenoble-Alpes Egyetemen, a Lajos–Miksa Egyetemen, a Humboldt Egyetemen és a Heidelbergi Egyetemen tanult. 1907-ben Heidelbergben doktorált Erich Marcks vezetése alatt. A disszertáció 1908-ban jelent meg, címe: Der Geist der Politik im Venedig des sechzehnten Jahrhunderts. 1908 és 1912 közt a Badeni Történeti Bizottság megbízásából a Badeni Nagyhercegség 1802 és 1818 közti történetét, a témából írt munkája címe Verwaltungsorganisation und Verfassung des Großherzogtums Baden 1802–1818. E műve 1913-ban jelent meg, s egyben habilitációs dolgozata is volt (1912-ben habilitált Marburgban). 1914-ben a karlsruhei Műszaki Egyetem docense lett, de ténylegesen nem tanított, mivel az első világháború alatt 1914 és 1918 közt katonai szolgálatát töltötte. A háború után 1919-ben a Rostocki Egyetemen  lett rendes professzor (1916-ban kapta meg kinevezését), 1922-ben pedig a Humboldt Egyetemen Otto Hintze utóda lett. 1923-ban a Heidelbergi Egyetemen Hermann Oncken utódává nevezték ki.  1931 és 1933 közt a Heidelbergi Egyetem rektora volt. Tagja volt az SA-nak és az NSV-nek, a Verein für Deutsche Kulturbeziehungen im Ausland-nak és a Nationalsozialistischer Lehrerbund-nak. Pártoló tagja volt az SS-nek is. 1946-ban a megszálló Amerikai Hadsereg nyomására fel kellett adnia professzori posztját, ezután 1949-től a Tübingeni Egyetemen, majd 1959-ig a Freiburgi Egyetemen tanított. Ugyanebben az évben a Freiburgi és a Heidelbergi egyetem díszdoktori címmel tüntette ki.
1930-tól a Bajor Tudományos Akadémia történelmi bizottsága teljes jogú tagja, 1943-ban az Akadémia levelező tagja lett. Fő kutatási területe a reneszánsz, a reformáció és a 18. század és a 19. század történelme volt. Az 1940 és 1943 közt megjelent Neuen Propyläen Weltgeschichte szerkesztőségének tagja volt. Doktori témavezetője, Erich Marcks lányát, Gertrud Marcks-t (1897-1986) vette feleségül.

## Munkái
- Der Geist der Politik im Venedig des sechzehnten Jahrhunderts, phil. Diss. Heidelberg 1908.
- Verwaltungsorganisation und Verfassung des Großherzogtums Baden 1802–1818. Bd. 1: Der Aufbau des Staates im Zusammenhang der allgemeinen Politik. Quelle & Meyer, Leipzig 1913.
- Peter von Meyendorff. Ein russischer Staatsmann der Restaurationszeit. Heise, Berlin 1926.
- Geist und Staat. Historische Porträts. Oldenbourg, München u. Berlin 1922, 3. Aufl. 1940, 5. Aufl. 1960.
- Wandlungen des großdeutschen Gedankens. Deutsche Verlagsanstalt, Stuttgart 1924.
- (Hrsg.): Bismarck. Die Gespräche. 3 Bde., Stollberg, Berlin 1924–1926.
- Kämpfe um Volk und Reich. Aufsätze und Reden zur deutschen Geschichte des 19. und 20. Jahrhunderts, Deutsche Verlagsanstalt, Stuttgart u. Berlin 1934.
- (Hrsg.): Die Großen Deutschen. Neue deutsche Biographie. In 4 Bänden. Propyläen, Berlin 1935 ff.
- Richelieu. Koehler & Amelang, Leipzig 1941.
- Carl August von Weimar. Ein Leben mit Goethe 1757-1783. Killper, Stuttgart 1953.
- Deutschland vor der Reformation. Eine Zeitenwende. Deutsche Verlagsanstalt, Stuttgart 1932, 2. Aufl. 1934, 3. durchges. Aufl. 1942, 4. neu durchges. Aufl. 1943, 5. neu durchges. Aufl. 1948, 6. neuüberarb. Aufl. 1959, Duncker u. Humblot, Berlin 7. Aufl. 1972.
- Das Zeitalter Napoleons und die Erhebung der Völker. 1943, 2. Aufl. Quelle u. Meyer, Heidelberg 1955.
- Napoleon. Entwicklung – Umwelt – Wirkung. Thorbecke, Konstanz 1962.

## Fordítás
- Ez a szócikk részben vagy egészben  a   Willy Andreas című német Wikipédia-szócikk ezen változatának fordításán alapul.  Az eredeti cikk szerkesztőit annak laptörténete sorolja fel. Ez a jelzés csupán a megfogalmazás eredetét és a szerzői jogokat jelzi, nem szolgál a cikkben szereplő információk forrásmegjelöléseként.